# Awaous melanocephalus
 Awaous melanocephalus és una espècie de peix de la família dels gòbids i de l'ordre dels perciformes.

## Morfologia
Els mascles poden assolir els 15 cm de longitud total.

## Distribució geogràfica
Es troba a l'Índia, Sri Lanka, les Illes Ryukyu, Xina, Taiwan, Vietnam, Tailàndia, les Filipines, Indonèsia, Papua Nova Guinea, Fidji i Salomó.